# کویدولا، شهرستان پولوا
کویدولا (به لاتین: Koidula) یک روستا در استونی است که در دهستان وارسکا واقع شده‌است. کویدولا ۱ نفر جمعیت دارد.
این روستا در مرز کشور استونی و روسیه در نزدیکی شهرک پچوری روسیه قرار دارد.